# George Hoyningen-Huene
George Hoyningen-Huene (auch Georg Freiherr von Hoyningen-Huene; * 4. September 1900 in Sankt Petersburg; † 12. September 1968 in Los Angeles) war einer der bedeutendsten Modefotografen der 1920er und 1930er Jahre.

## Leben
Hoyningen-Huene wuchs in Sankt Petersburg auf, wo er das Imperial Lyceum besuchte; auf der Flucht vor der Oktoberrevolution zog er erst nach London. 1919/20 war er als Übersetzer mit dem britischen Expeditionskorps in Südrussland. 1920 zog er nach Paris, wo er anfangs als Modezeichner für Harper’s Bazaar und Fairchild Magazine arbeitete; ab 1923 studierte er bei André Lhote, 1924 lernte er Man Ray kennen, mit dem er zusammenarbeitete. Bereits 1925 war er zum Cheffotografen für die französische Vogue avanciert. Seine fotografischen Arbeiten standen in deutlicher Opposition zur piktorialistischen Auffassung eines Adolphe de Meyer.
In Paris begegnete er 1930 dem jungen Horst Bohrmann, der für einige Jahre sein Liebhaber, Assistent und häufiges Modell wurde und unter dem Pseudonym Horst P. Horst selbst stilprägend für die Vogue-Fotografie der 1930er war. Im selben Jahr reisten die beiden nach Großbritannien, wo es zu einem Besuch bei Cecil Beaton kam, der damals für die britische Ausgabe der Vogue fotografierte.
1935 zog Hoyningen-Huene nach New York und arbeitete (nach Differenzen mit Vogue-Herausgeber Condé Nast) beinahe ausschließlich für Harper’s Bazaar. Im Juni 1939 unternahm er gemeinsam mit Herbert List, den er 1932 in Berlin kennengelernt hatte, eine Reise nach Griechenland. 1943 veröffentlichte er zwei Bildbände über Griechenland und Ägypten, danach zog er nach Hollywood, wo er von Fotoportraits für die Filmindustrie lebte und bis 1950 drei Dokumentarfilme drehte. Nach einem Aufenthalt in Mexiko lebte er in Kalifornien, wo er Dozent an der Art Center School of Los Angeles war. Ab 1954 war er in Hollywood als Farbberater für George Cukor tätig. 1967 nahm er noch am Oral History-Projekt der University of California, Los Angeles teil.
Er starb am 12. September 1968 in Los Angeles. 1980 fand eine erste große Retrospektive seiner Arbeiten am International Center of Photography in New York statt, mit Stationen in London, Paris, Minneapolis und Long Beach.

## Werk
- Meisterbildnisse. Frauen. Mode. Sport. Künstler. Mit einer Einführung von H. K. Frenzel. Berlin 1932.